# جو سترتوایت
جو سترتوایت (انگلیسی: Joe Satterthwaite؛ زادهٔ ۱۸۸۵) بازیکن فوتبال اهل بریتانیا است.
از باشگاه‌هایی که در آن بازی کرده‌است می‌توان به باشگاه فوتبال آرسنال، باشگاه فوتبال وورکینگتون ای. اف. سی، و باشگاه فوتبال گریمزبی تاون اشاره کرد.